# Palazzo Panfilio

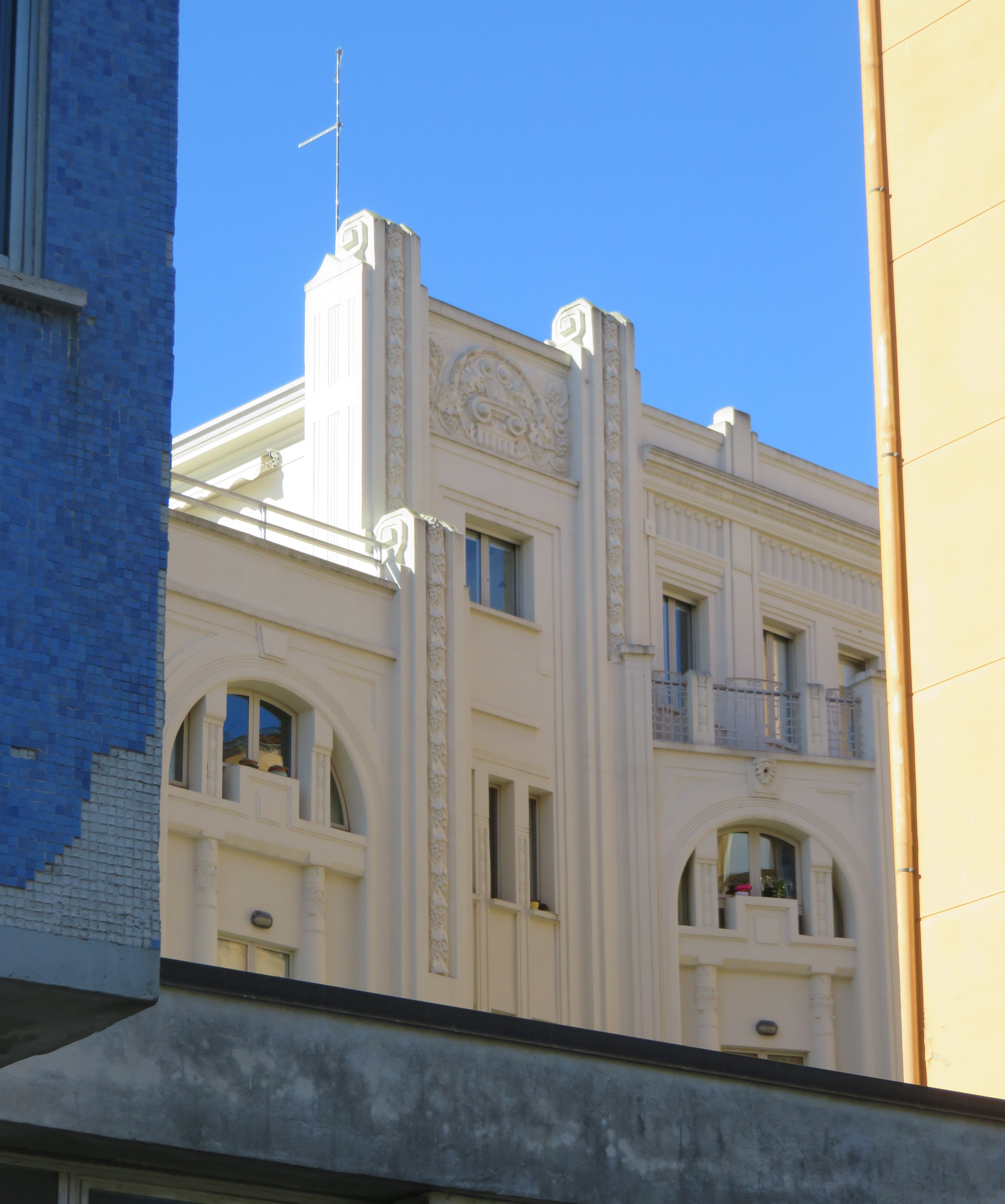
Blick auf den Palazzo Panfilio vom Viale Cavour aus

Der Palazzo Panfilio ist ein Palast im Art-Déco-Stil in Ferrara in der italienischen Region Emilia-Romagna. Er liegt am Viale Cavour an der Kreuzung mit dem Corso Isonzo. In der zweiten Hälfte des 20. Jahrhunderts wurde der Palast durch große Neubauten fast vollständig verdeckt und so wird er von den Passanten fast nie wahrgenommen.

## Namensursprung
Der Name ist vom Canale Panfilio abgeleitet, der lange offen durch die Stadt verlief, bis man damit begann, ihn abzudecken, und so die neue Achse der Stadt, den Viale Cavour, schuf.

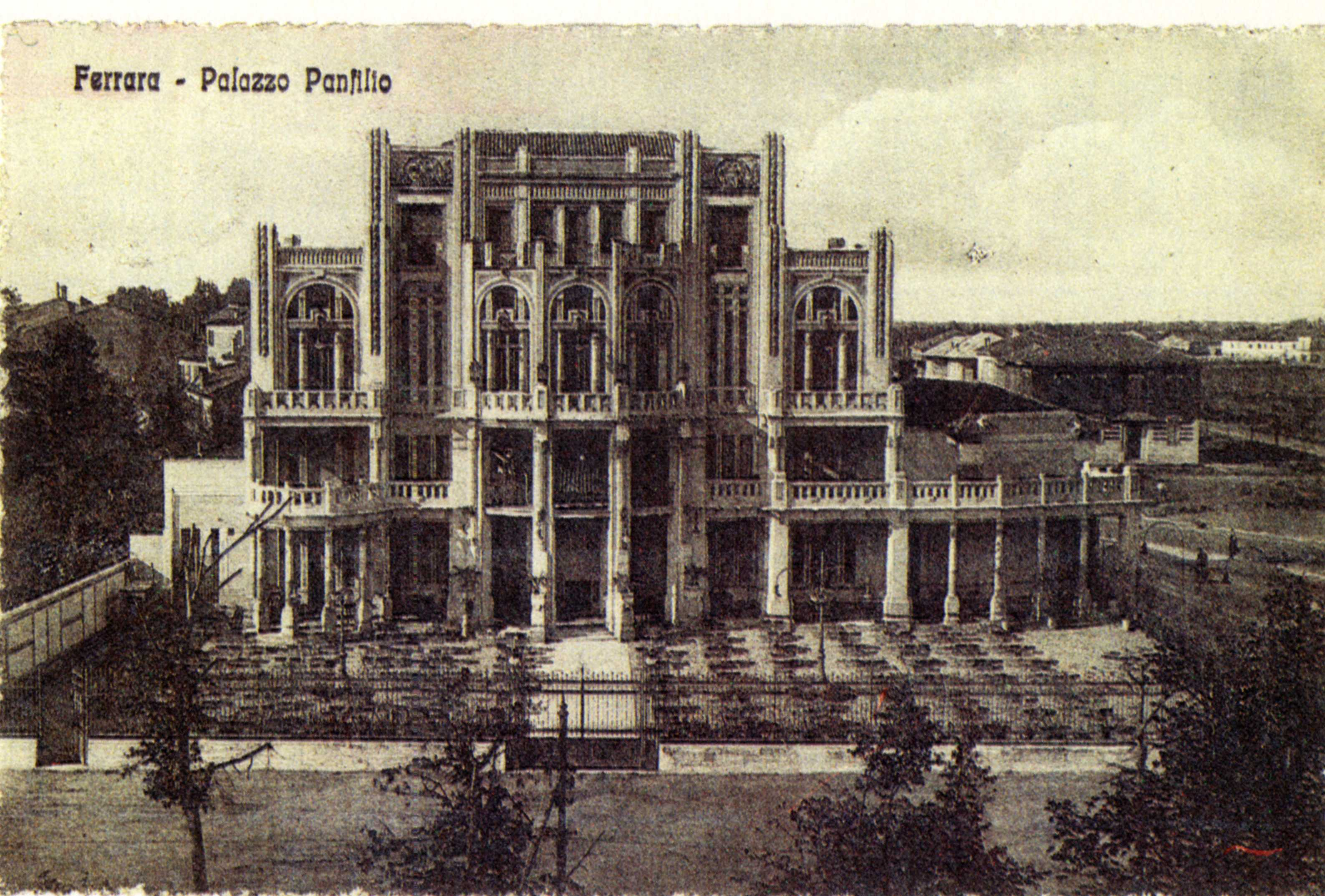
Palazzo Panfilio auf einem Bild aus den 1920er-Jahren

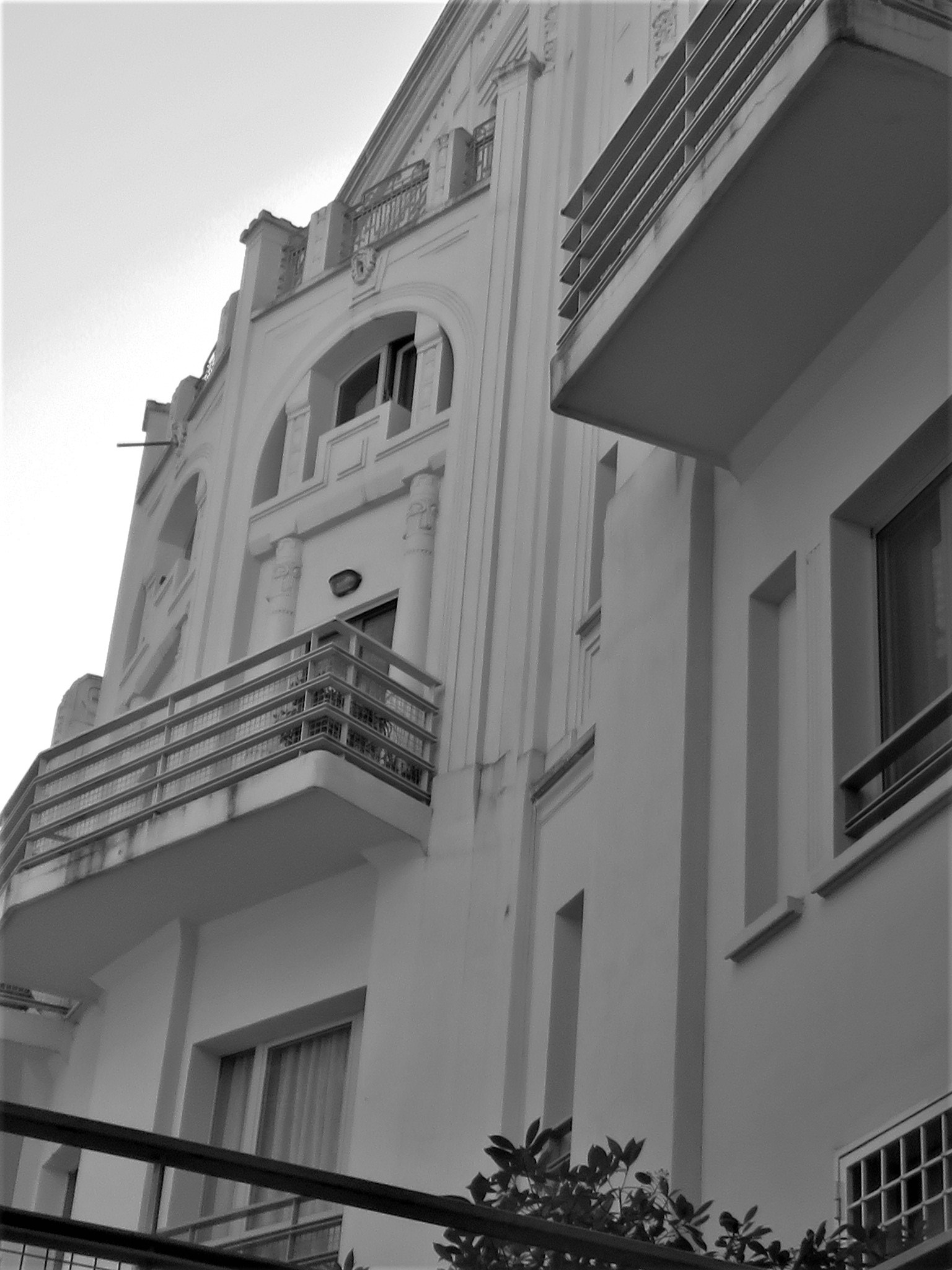
Blick auf den Palazzo Panfilo zwischen zwei Gebäuden am Corso Isonzo hindurch

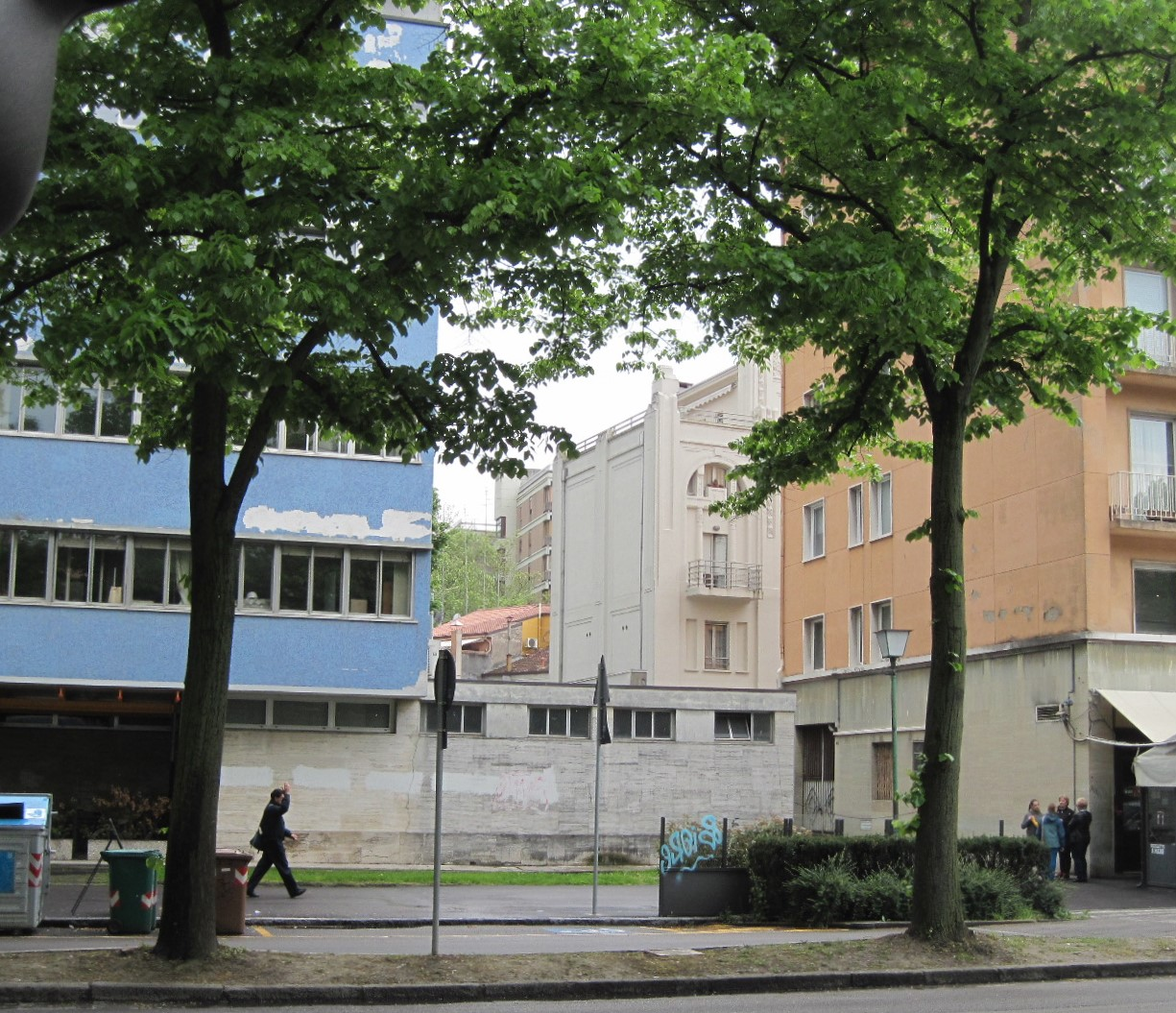
Heutiger Blick auf den Palazzo Panfilio von der Viale Cavour aus.

Die Geschichte des Kanals ist einen genaueren Blick wert, warum es Alfonso II. d’Este war, der 1577 einen schiffbaren Kanal wollte, der das Zentrum der Stadt mit den Orten im Westen verband, insbesondere der Bastion „San Benedetto“. Im Teil, der dem Castello Estense am nächsten liegt, gab es anfangs eine Erweiterung, die Cavo dei Giardini (dt.: Gartenhöhle). Später folgten Umbauten mit einer Verbindung des Kanals an einen Ast des Po. Einige Werke wurden von der Familie Pamphilj Papst Innozenz X. gewidmet und der Kanal hieß seitdem „Canale Panfilio“.

## Geschichte
Der Palast wurde 1927 nach Plänen des Architekten Giacomo Diegoli aus Ferrara errichtet. Dieser ist auch für andere Projekte bekannt und man weiß, dass er mit einem anderen Architekten aus Ferrara, Adolfo Magrini, zusammengearbeitet hat. Den Auftrag zum Bau hatten die Gebrüder Azzolini erteilt, die in Ferrara ein elegantes und luxuriöses Konditorei-Restaurant mit großen Sälen eröffnen wollten, die für Empfänge und Feste genutzt werden sollten.
Als öffentlicher Ort hatte der Palast nur ein kurzes Leben und verfiel dann langsam. In der Folge wurde er zu einem Wohngebäude und seine besonders ausgearbeitete Fassade, die bis dahin vom Viale Cavour aus sichtbar war, wurde den Blicken fast vollständig entzogen, weil um die 1950er-Jahre vor ihm ein großes, modernes Gebäude errichtet wurde. Die beiden Seitenflügel des Palastes wurden bei dieser Gelegenheit abgerissen.

## Beschreibung
An dem vom Art-Déco inspirierten Gebäude sind, besonders im oberen Teil, die zum Teil floralen Motive und Dekorationen erhalten, die für diese Zeit typisch waren. Es wurde von Carlo Bassi als das „wichtigste Art-Déco-Gebäude in Ferrara“ bezeichnet.

### Bildrekonstruktion
Das Gebäude ist in seiner gesamten Größe nicht leicht sichtbar, seit an der Ecke des Viale Cavour und des Corso Isonzo andere Gebäude errichtet wurden. Die Möglichkeit, das Aussehen, das es ursprünglich hatte, wenn auch nur zum Teil, wiederzuerlangen, wurde durch eine digitale Darstellung geschaffen, die auch von der Presse der Stadt zitiert wurde.